# Jan Brejcha
Jan Brejcha (22. února 1867 Halič – 28. prosince 1924 Praha-Královské Vinohrady) byl český železniční úředník, krátce působící jako administrativní správce k Československu připojené Podkarpatské Rusi. 

## Život
Narodil se v Haliči. Stal se železničním úředníkem, roku 1904 byl jmenován inspektorem ředitelství c. k. státních drah v Plzni. Díky svým organizačním schopnostem kariérně stoupal, posléze se stal náměstkem pražského ředitele státních drah, jeho jmenování ředitelem měla údajně zamezit německá opozice. Před vypuknutím první světové války byl povolán na vídeňské ministerstvo vnitra jako mininisterský rada.
Po vzniku Československa se rychle zapojil do státní služby nově vzniklého státu. Pro svou úřední odbornost byl vyslán do regionu Podkarpatské Rusi, kde v letech 1919 (od 1. srpna) až 1920 vykonával úřad nejvyššího představitele zdejší civilní správy se sídlem v Užhorodě. Mj. pro svůj nerusínský původ byl ale podkarpatskými politiky, včetně těch z jeho poradního sboru, kritizován. Po následných složitých jednáních mezi čsl. vládou a zástupci Podkarpatska byla ústavně, ale jen formálně (ne fakticky) zavedena autonomie území pod vedením občansky voleného guvernéra a čsl. vládou vybíraného zemského prezidenta. Formálně pak funkce administrátora zanikla a novým guvernérem Podkarpatské Rusi se stal Hrihorij Žatkovič. 
Brejcha se pak navrátil do Prahy, roku 1921 byl pak penzionován. Krátce pak ještě působil ve správní radě Československé akciové společnosti pro půjčování železničních vagonů.  
Zemřel 28. prosince 1924 na pražských Vinohradech ve věku 57 let.